# Casimir Ferrer
Casimir Ferrer, né le 14 février 1946 à Trébas, est un artiste peintre et sculpteur français. Il est connu comme le précurseur du concrétisme, mariage de la peinture et de la sculpture.
Après des débuts en Europe, il est découvert aux États-Unis et au Canada à la fin des années 1980. Depuis, son succès ne s'est pas démenti et il a travaillé pour de nombreuses commandes publiques. Dans les années 1990, il marie la peinture et la sculpture dans des œuvres mixtes que le critique d'art André-Charles Rousseau baptise Concrétisme.

## Biographie

### Enfance et études
Casimir Ferrer naît à Trébas, dans le département du Tarn, le 14 février 1946. Né d'un père fermier, Louis Ferrer (1919-?), enfant de l'assistance publique et presque illettré, et d'une mère d'origine italienne Louise Di Fazio (1925-1978). Il est l'aîné de cinq enfants. Ses parents ne parvenant pas à l'élever, ils le confient à ses grands parents maternels à Saint-Jean-de-la-Blaquière, où le grand-père Casimir Di Fazio exerce le métier de garde-champêtre après avoir été brigadier dans la police. Le grand-père paternel est lui mort durant la Guerre d'Espagne. Un an plus tard, la famille déménage à Albi car Louis Ferrer obtient un poste de mineur à Cagnac. Casimir vit de 1951 à 1956 dans la cité minière des Homps et montre des talents pour le dessin dès le CM1. Après 1957 et une année dans le quartier Ranteil d'Albi, la famille s'installe dans le centre-ville de la préfecture.

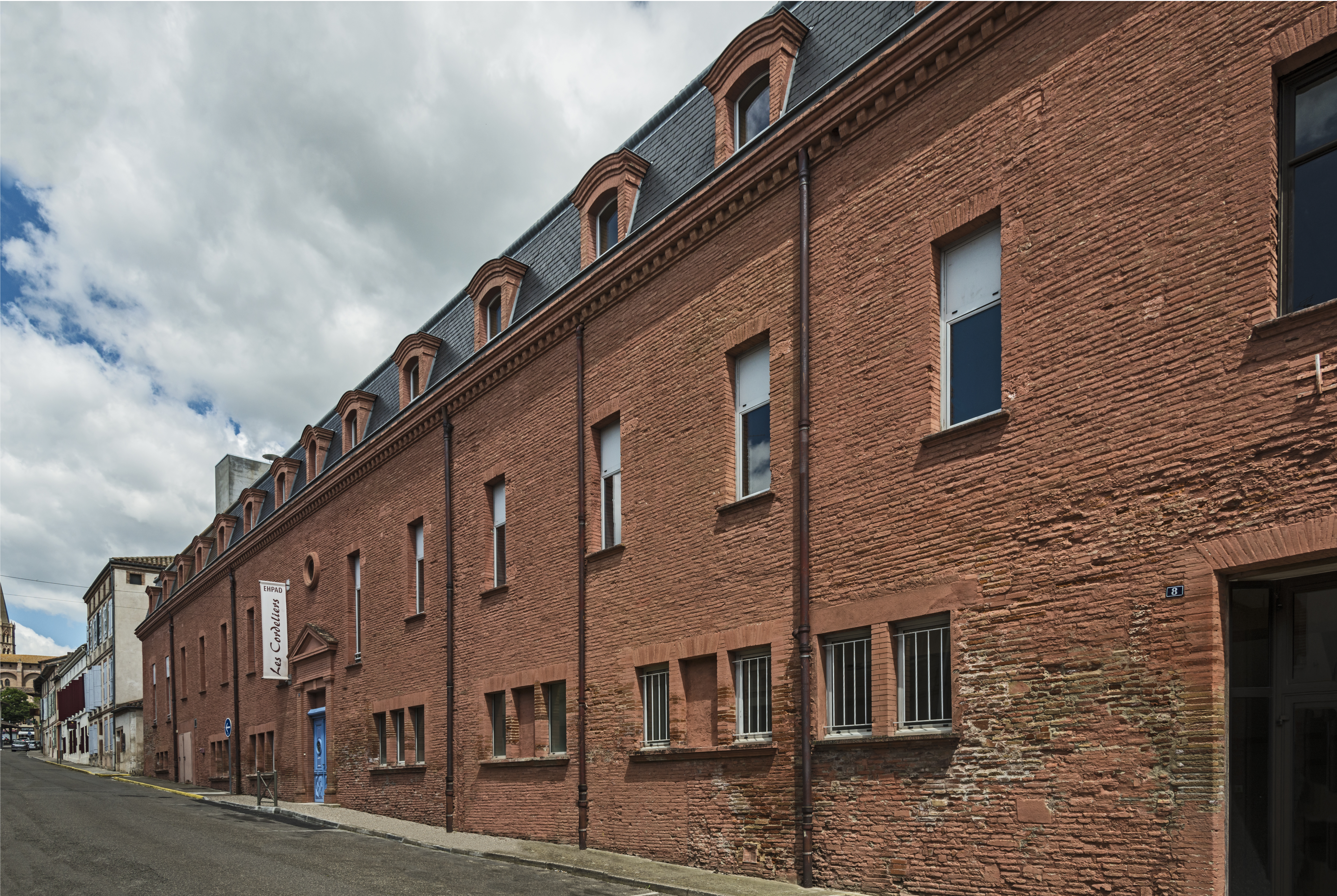
Ancien collège professionnel de Beaumont-de-Lomagne où étudia Casimir Ferrer.

En 1958, Casimir obtient son certificat d'études et part au collège professionnel de Beaumont-de-Lomagne pour suivre la filière formant des mécaniciens, forgerons et serruriers. Il y passe trois années jusqu'en 1962, retrouvant les gestes de son grand-père maternel Casimir Di Fazio qui après quelques années de garde-champêtre s'était reconverti dans la ferronnerie. Il poursuit sa formation au lycée technique de Carmaux mais en 1965 à l'âge de 17 ans, ses parents l'obligent à chercher du travail, d'abord de petites boulots, pour soutenir la famille. Il est embauché en 1964 chez Limouzy, une entreprise de construction mécanique. En parallèle et en cachette de ses parents, il suit des cours par correspondance avant de faire son service militaire en 1965 dans la Marine à Toulon et principalement sur le cuirassé Jean Bart exerçant des tâches de pompier. Après son service, il réintègre Limouzy jusqu'en 1969.
En 1968, il rencontre sa future femme, Jeanine Passepont dans un bal. En 1969, il travaille le soir chez M Daussat, responsable local albigeois de la SACEM qui lui conseille de passer l'examen de pompier. Le 1er mars 1969, il épouse Jeanine à Lavaur d'où la jeune femme était originaire. En juin 1969, il obtient un poste de sapeurs-pompiers à Albi où le couple emménage. Casimir Ferrer essaye à plusieurs reprises de monter en grade dans la décennie suivante, d'abord caporal mais le grade est supprimé en 1974, puis sous-officier mais sans succès. Son premier fils, Christophe naît en 1972, suivi pas un second fils, Ludovic en 1978. L'année 1978 marque le décès de deux membres de la famille Ferrer ; son grand-père et sa mère âgée de 50 ans. André, le plus jeune frère de Casimir est alors placé à Sorèze dans une école d'ébénisterie. Tout cela affecte Casimir dont la santé décline et on lui diagnostique la maladie de Basedow. Il se met à la peinture, alors un exutoire, une thérapie.

### 1979-1988: Premières œuvres exposées

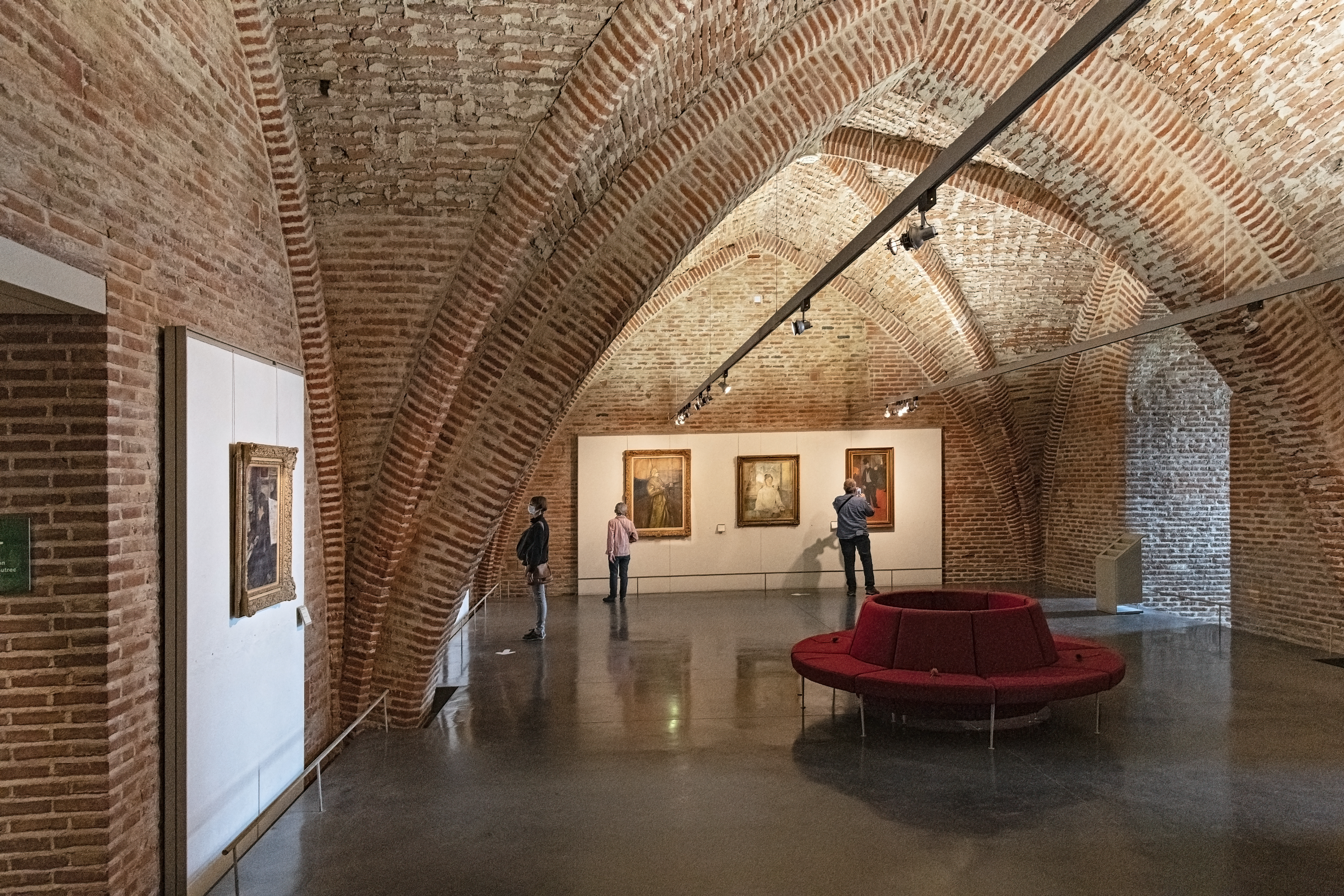
Musée Toulouse-Lautrec à Albi.

Il débute dans l'exposition de sa peinture et sa sculpture à la fin des années 1970. En 1981, il expose au Musée Toulouse-Lautrec à Albi. En 1982, durant l'exécution de l'œuvre Scène familiale, le peintre a un déclic en réalisant la ruelle en haut au milieu de la toile, entre l'enfant du second plan et la tête d'une femme au premier plan. En 1983, Ferrer est invité par FR3 à une exposition aux côtés d'un forgeron d'art de Cordes-sur-Ciel et du peintre toulousain Christian Schmidt où il obtient le premier prix, la coupe d'or et une amitié avec Schmidt. Schmidt qui est professeur aux Beaux-Arts et directeur du centre culturel de Toulouse donnera des conseils à Casimir dont celui de se calmer pour réduire les trop nombreux mouvements dans ses toiles. Le peintre commence à avoir une reconnaissance régionale et rencontre des artistes qui l'influencent comme René Fraysse qu'il considère comme un père spirituel et lui « a appris à travailler le gris et le faire vibrer ». En 1983, il obtient un grade de sergent-chef  des pompiers. Peut-être grâce à ce changement, un tournant dans la carrière de Casimir Ferrer s'opère, il se lance dans la sculpture, la première étant datée de la fin d'année 1983. En 1984, Casimir cherche un atelier dans lequel peindre et la mairie lui propose une maison inhabitée dans le quartier la Madeleine. Depuis ses débuts en 1978, il peignait dans la salle à manger de son appartement de fonction à la caserne de pompiers avec l'accord de son épouse.

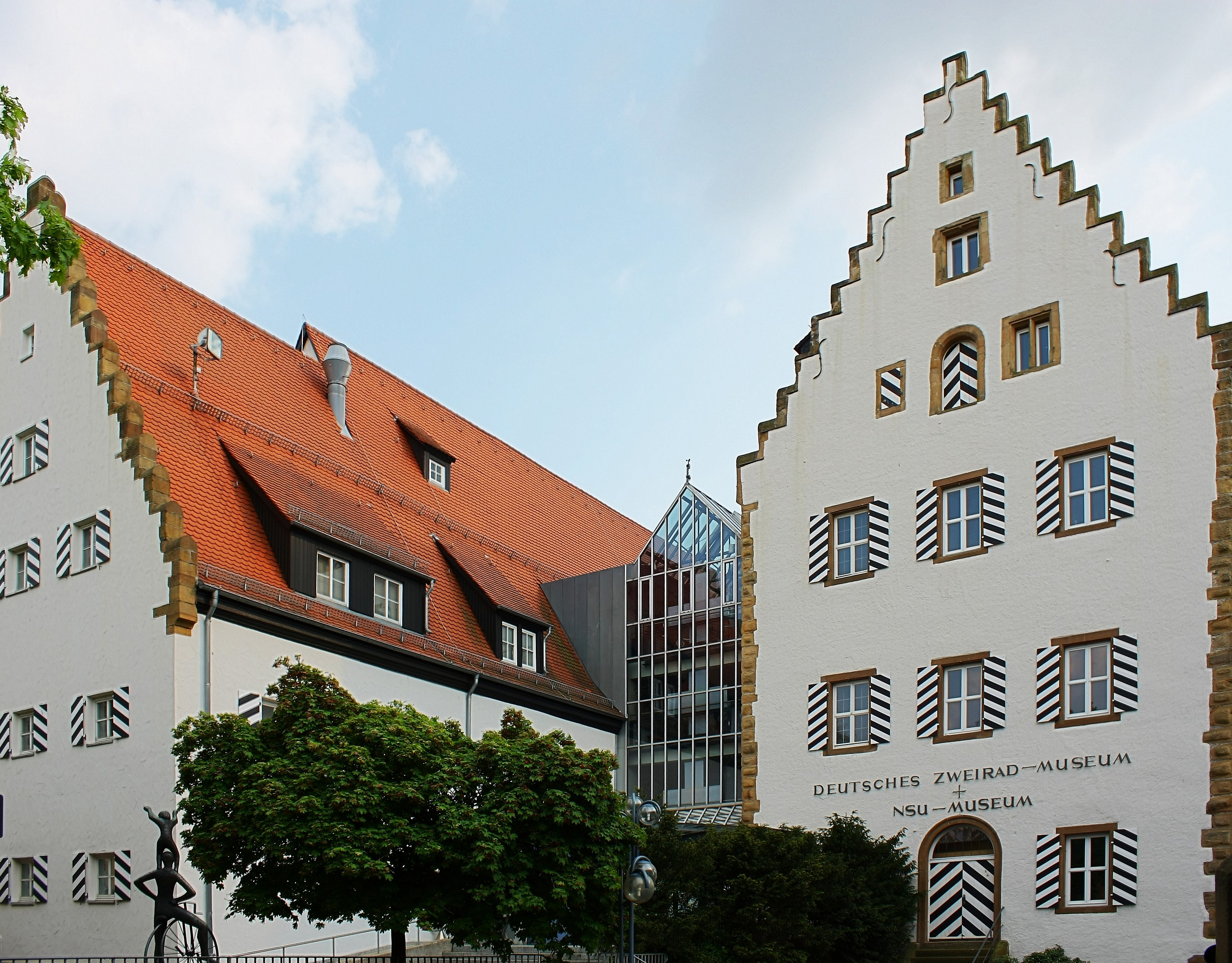
Le musée d'art et de mécanique de Neckarsulm.

En 1984, il obtient la médaille d'or de l'Académie internationale de Lutèce dans la catégorie Peinture aquarelle, et dans la catégorie Sculpture en 1985. L'année 1984 est aussi marquée par les premières expositions à l'étranger, en l'occurrence à Neckarsulm en Allemagne. En 1986 et 1987, à la suite de l'obtention du Prix Signatures, décerné par le Syndicat national des artistes professionnels. En 1985, il signe un accord avec la Fédération des Œuvres Laïques (FOL) du Tarn pour occuper un local plus grand que celui de la mairie, situé rue des Carmélites, en échange de cours de peinture. Fin 1986, la famille Ferrer achète une maison dans le centre d'Albi rue Marcel-Ricard ayant appartenu à l'une des premières acheteuses d'une peinture de Casimir, Mlle Jantou, directrice de la CAF du Tarn.
Les expositions en France et en Europe s'enchaînent et ses œuvres sont exposées en 1987 aux États-Unis dans la galerie Stony Brook de New York sans que l'artiste ne soit invité (depuis rebaptisée Paul W. Zuccaire Gallery au sein du Staller Center for the Arts.) En 1987, le premier prix d'une exposition organisée à Rignac dans l'Aveyron est d'être invité le mois suivant dans la galerie parisienne Guigné alors située au 89 rue du Faubourg-Saint-Honoré. Cette galerie possède alors un important réseau de courtiers qui sera à l'origine du rayonnement international de l'artiste. Ferrer remporte le prix et une dizaine d'œuvres y sont exposées au côté d'autres artistes de renom. Avec l'obtention d'un second prix Signatures en peinture à l'huile fin 1987, deux autres galeries accueillent les œuvres de Ferrer, la Galerie des Francs Bourgeois à Paris et la Galerie San Jordi à Barcelone.

### 1989-1998: Professionnalisme artistique et «Concrétisme»

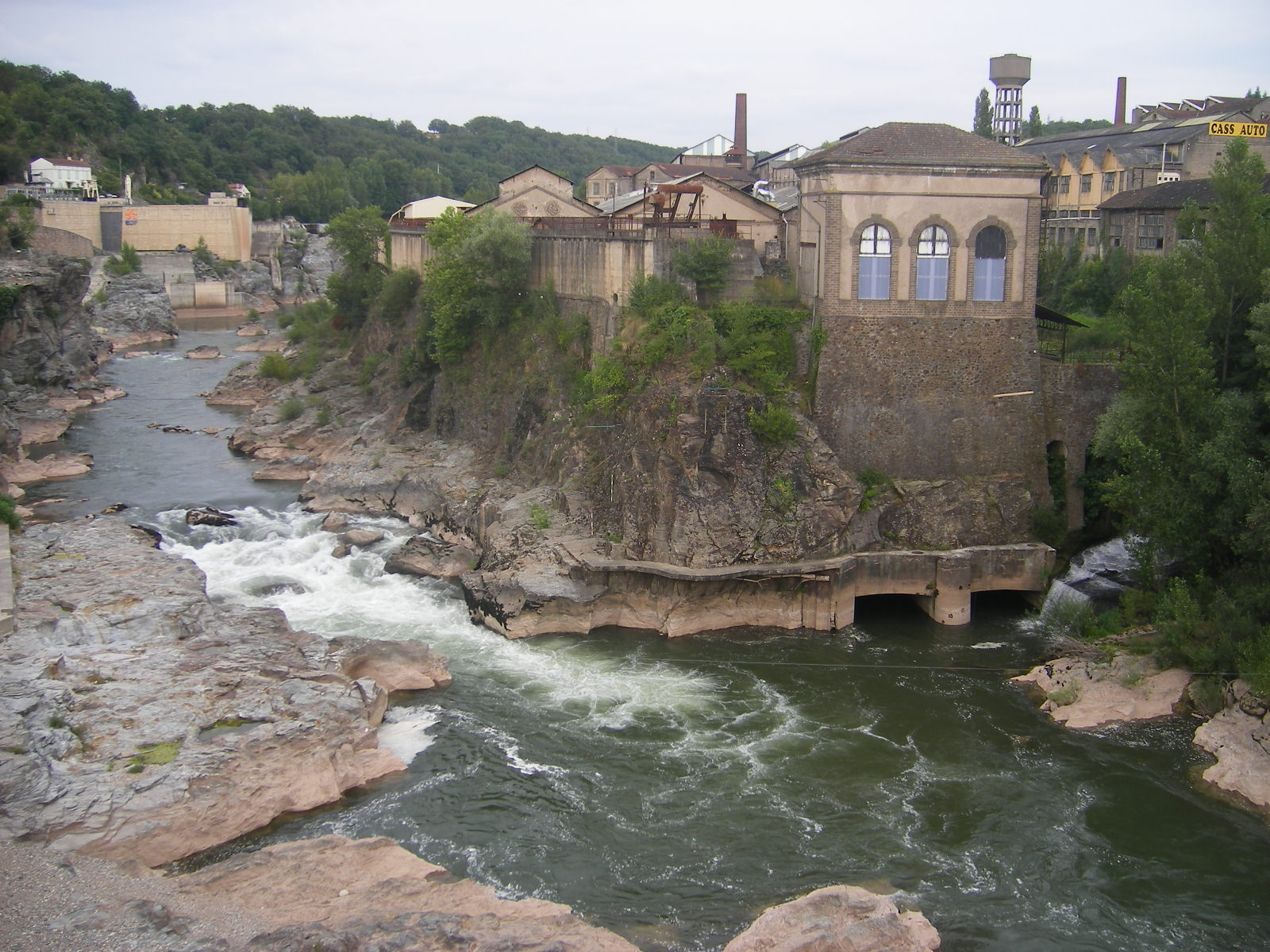
Usine du Saut du Tarn à Saint-Juéry.

En 1989, Casimir Ferrer se déclare auprès des impôts de l'URSSAF comme à la fois pompier et artiste professionnel. Il réalise une sculpture monumentale en bronze de 80 tonnes pour la Résistance et la Déportation à Albi. En 1990, l'artiste se sent à l'étroit dans le local prêté par la FOL du Tarn et dans son atelier construit dans son jardin principalement à cause des sculptures. Il s'intéresse à la friche industrielle du Saut du Tarn à Saint-Juéry et propose de payer une partie en argent et de produire une sculpture offerte à la mairie. Inspirée par Saint-Georges, le nom Juéry en occitan, la statue est monumentale au point que le maire propose d'en payer une partie mais Casimir refuse.
De 1990 à 1993, le réseau Guigné permet à Ferrer d'être exposé partout dans le monde au point que l'artiste s'interroge sur sa carrière. En 1990, l'artiste se lance dans des expérimentations, et dans ce que Max Assié compare à la quête d'Alice de Lewis Carroll, Casimir Ferrer cherche à mélanger peinture et sculpture. Une nuit de fin 1990, il imagine plusieurs œuvres mixtes dont la première intitulée Symphonie se présente sous la forme d'un tableau de 1,62 × 1,30 m auquel s'ajoutent des morceaux de violons. D'autres œuvres mêlant les deux arts suivent. André-Charles Rousseau nomme ce mariage inédit le Concrétisme,. Par la suite, l'artiste utilise différents matériaux comme la résine, le verre, la pierre ou le bronze tout en diversifiant les techniques picturales, aquarelle, dessin, gravure.
Jusqu'en 1993, Casimir Ferrer cherche à mener sa carrière de sapeur-pompier à Albi en parallèle de celle de peintre-sculpteur. La peinture-sculpture Symphonie est vendue cette année dans une galerie new-yorkaise. La décision est prise en 1993, il met un terme à sa carrière de pompier mais en douceur, prenant trois années sabbatiques jusqu'en 1996. Cette même année 1993, il expose une œuvre multiple, un chemin de croix composé de 14 tableaux de concrétisme dans l'aéroport de Toulouse-Blagnac.
En 1995, Casimir Ferrer se rend en Bosnie-Herzégovine pour exposer des œuvres à Sarajevo dans le contexte de guerre de Bosnie-Herzégovine et d'une mission de la FORPRONU. Cette même année 1995, la ville d'Albi organise une exposition des sculptures monumentales de l'artiste et en acquiert deux. En 1996, il propose au maître chocolatier Michel Thomaso-Defos de travailler avec lui le chocolat et à la suite de cette expérience le chocolatier ouvre en 2001 le Musée Art du Chocolat à Lisle-sur-Tarn. C'est aussi en 1996 à la suite d'une collaboration avec le xylographe Pierre Peyré et le poète Michel Beau que l'artiste s'engage dans la philanthropie par exemple avec l'opération Des saltimbanques pour guérir.

### Depuis 1999: L'international et les municipalités françaises
En 1999, sa collaboration avec Michel Thomaso-Defos l'emmène en Autriche pour un congrès de chocolatiers à Seefeld in Tirol où Casimir Ferrer improvise des sculptures en chocolat sous les yeux médusés des professionnels locaux. En parallèle les œuvres de l'artiste sont exposées en Amériques en en Asie. Le 11 septembre 1999, Bernadette Chirac inaugure un chemin de croix en 14 tableaux réalisé par Ferrer dans l'Église Saint-Étienne de Belcastel dans le Tarn.
Les années 2000 sont marquées par de nombreuses expositions parfois répétées sur plusieurs années partout dans le monde avec comme point de départ Boston en décembre 1999. Max Assié mentionne ainsi :
- Artexpo New York à New York en 2000, 2001 et 2001, dans le Jacob K. Javits Convention Center
- Galeries Balder et Biblion à Toulouse en 2000, 2002 et 2004
- Galerie Cap d'Art à Genval en Belgique en 2003
- Galerie Page à Biarritz en 2004, 2005 et 2006

Casimir Ferrer explique qu'en dehors de la galerie parisienne Guigné ou du voyage à Sarajevo, il ne se rendait que très rarement sur place mais à partir des années 2000, il participe aux vernissages
En 2003, Casimir Ferrer se lance dans la rénovation l'église Sainte-Cécile du Carla à Castelnau-de-Lévis soutenu par son association Mille Étoiles pour l'Enfance.
En 2006, son fils Christophe est nommé directeur général de la salle de spectacle l'Olympia de Montréal,. Christophe a lancé un programme de rénovation de l'édifice avec la création d'une salle de 500 places pour des conférences. Cette rénovation est l'occasion d'impliquer son père Casimir qui réalise la peinture du niveau rideau de la salle principale de 12 × 8 m ainsi que six alcôves chacune haute de 4 m et 2,5 m de large. Les alcôves de droite sont sur le thème de l'hiver tandis que celles de gauche sur l'été. L'année suivante en 2007, Casimir Ferrer est invité pour une exposition à Montréal dans le cadre du Festival international Montréal en arts, passe six mois dans la ville et présente entre 25 et 29 œuvres,. C'est la première exposition montréalaise pour l'artiste considéré comme le père du Concrétisme et ses œuvres sont exposées à l'Olympia de Montréal. En 2007, il se rend à la demande le l'inspecteur de l'académie de Mayotte, Jacques Villerot, ancien albigeois, à Mamoudzou pour sensibiliser les enfants à la protection de l'environnement et la réalisation d'une sculpture.

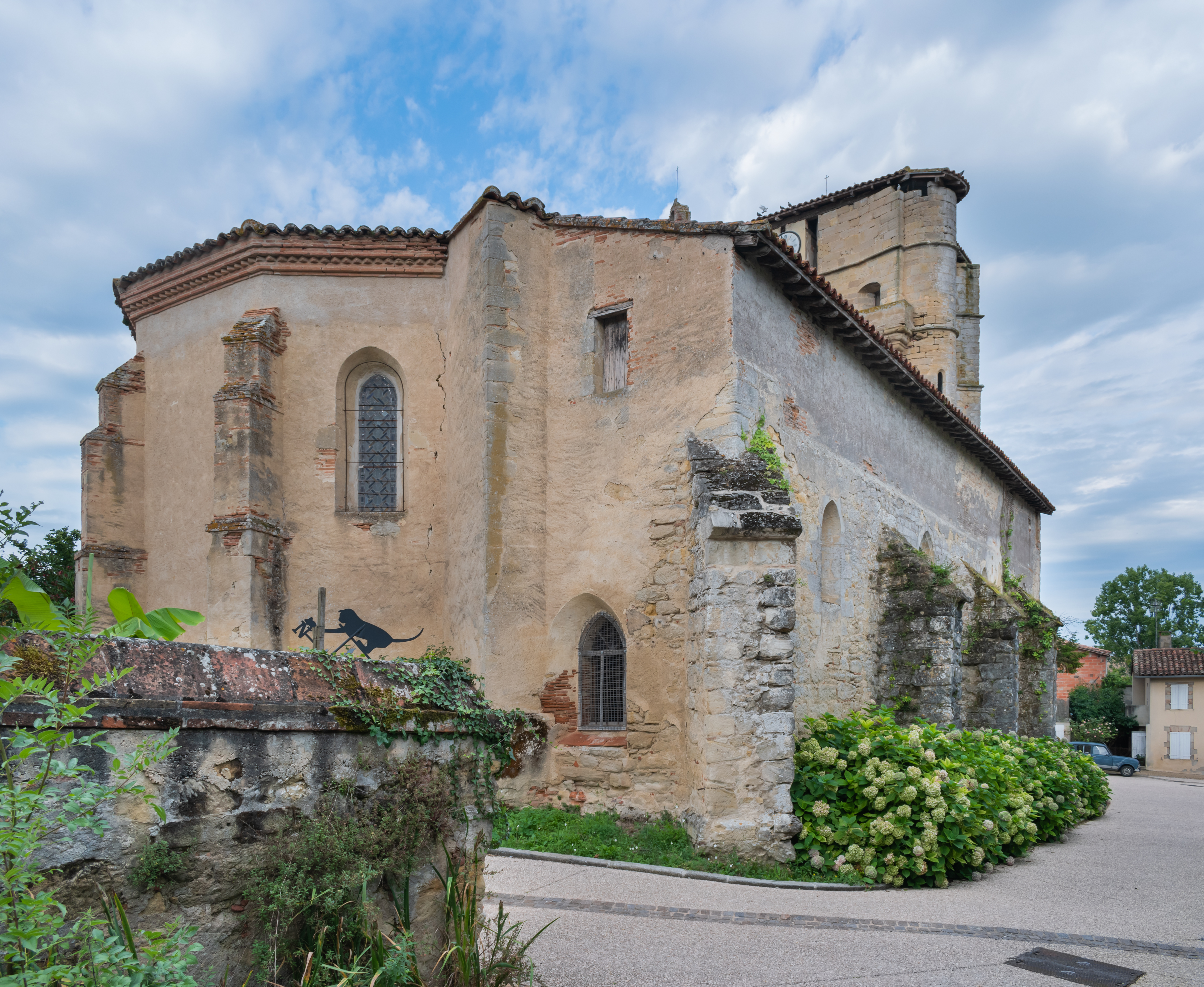
Église Saint-Étienne de Belcastel dans le Tarn.
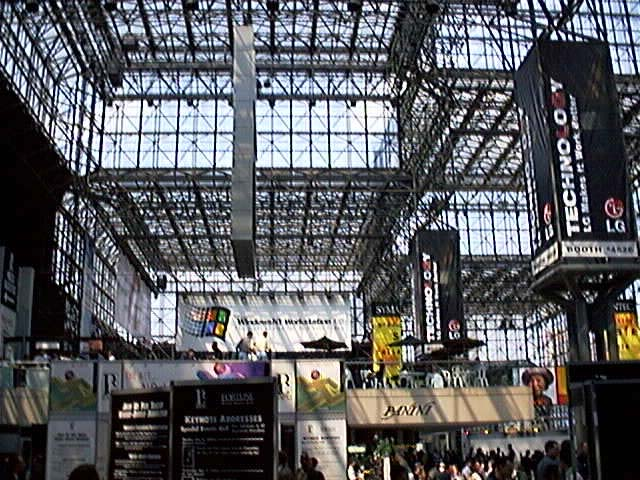
Le Jacob K. Javits Convention Center de New York.
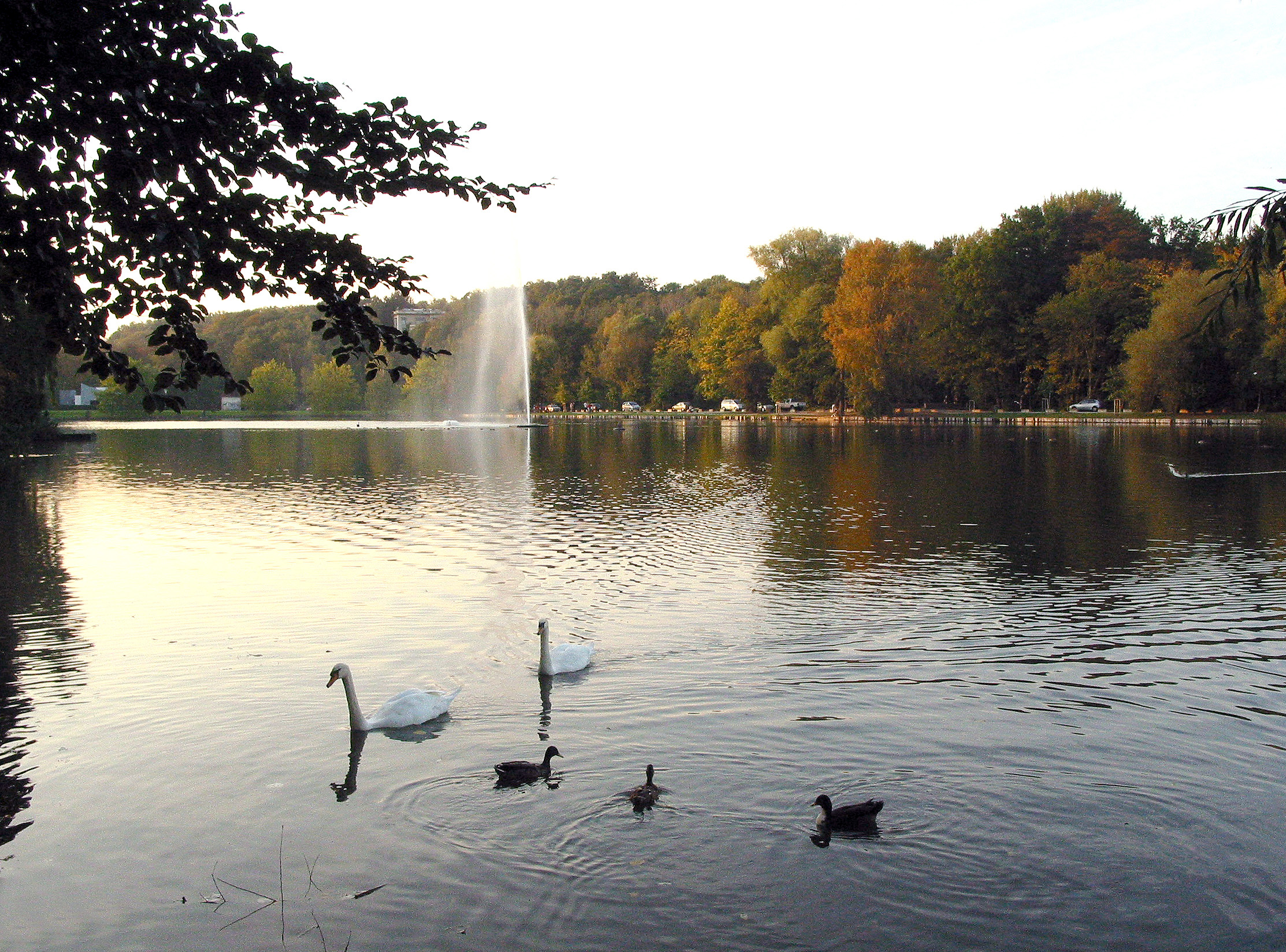
Le lac de Genval en Belgique.
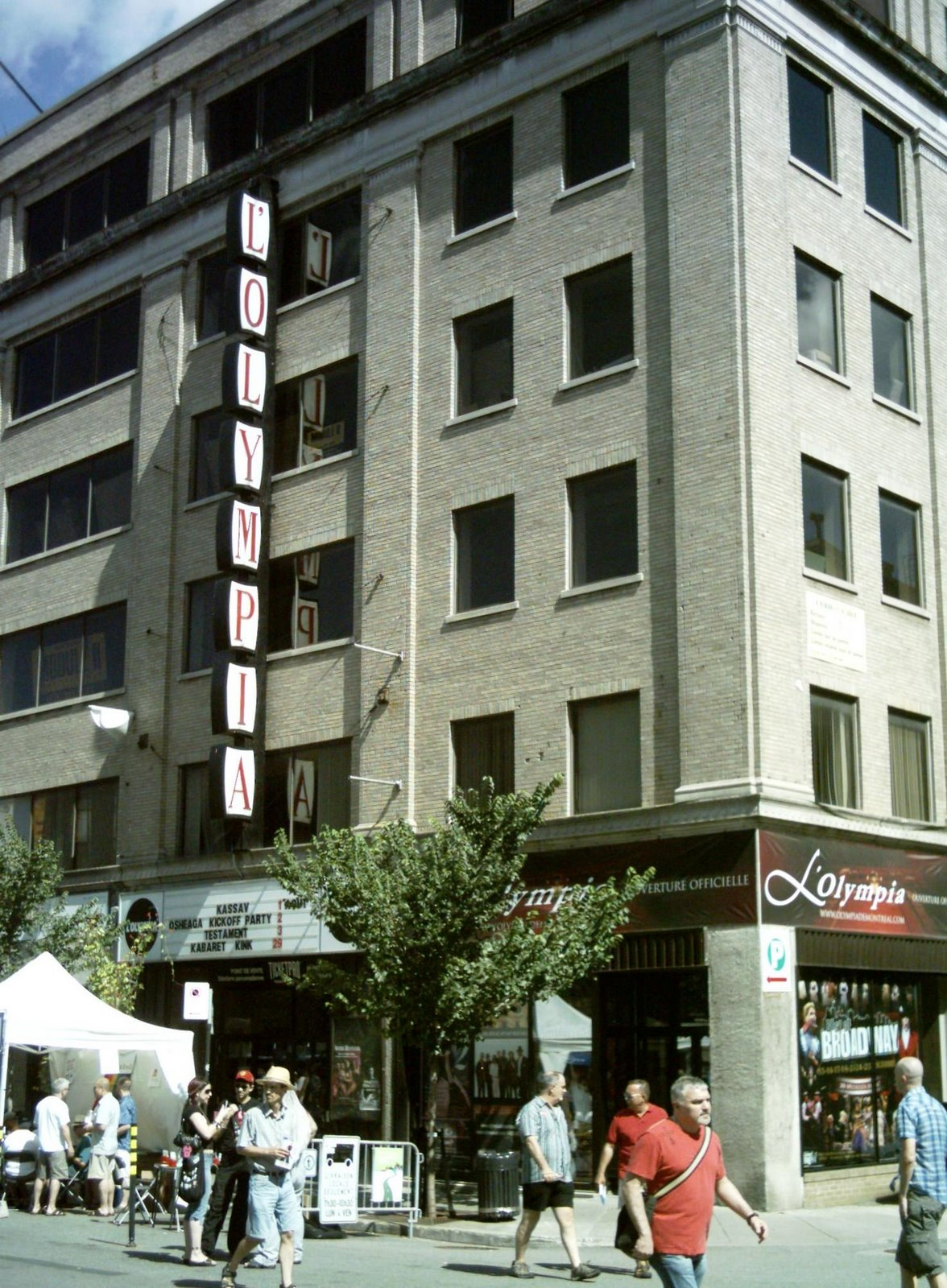
L'Olympia de Montréal.
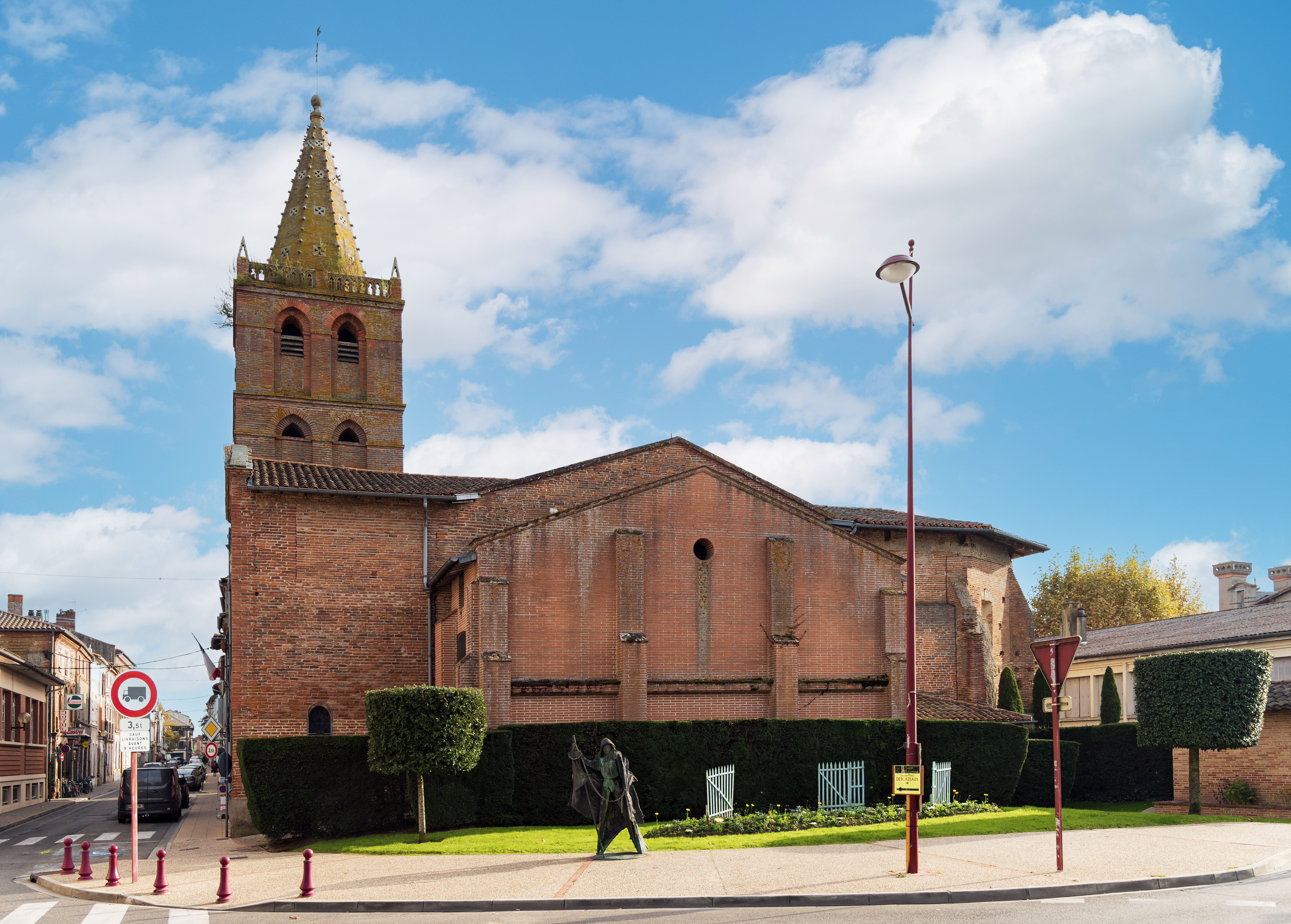
Église Saint-Jean de Castelsarrasin avec la sculpture Le Pélerin
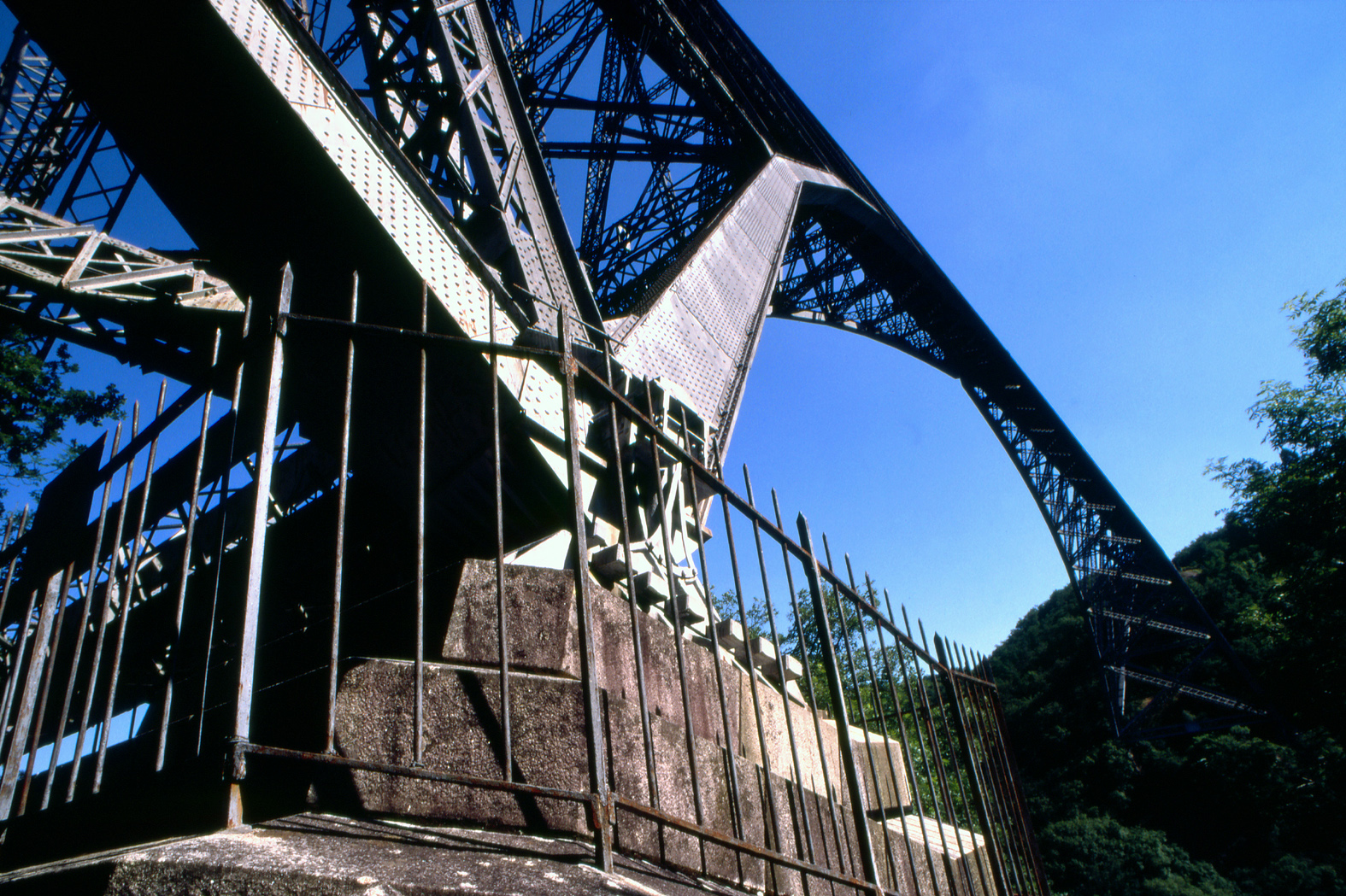
Le Viaduc du Viaur.
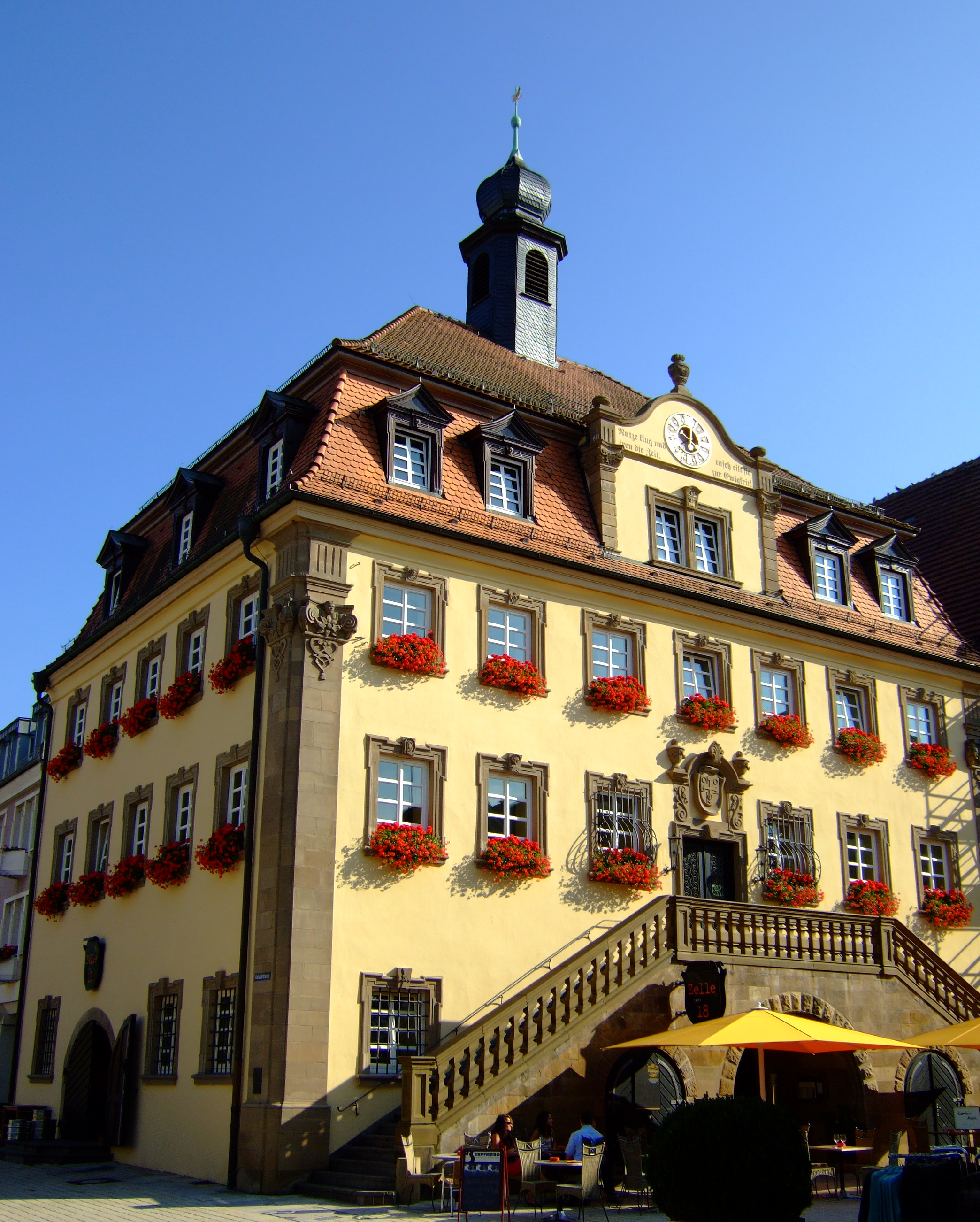
La mairie de Neckarsulm hébergeant un tableau de Ferrer.

En 2008, l'artiste accepte une invitation d'Henri Pescarolo, célèbre pilote automobile, à participer à une exposition dans l'auberge des Hunaudières, le long de la Ligne droite des Hunaudières, portion du circuit des 24 Heures du Mans. L'artiste propose de réaliser un tableau gratuitement et invite les coureurs à y apposer leurs mains enduites de peintures acryliques, tableau désormais présenté au Musée des 24 Heures du Mans. En 2009, il expose dans ne nombreuses villes que ce soit sur l'Île de Ré à La Flotte dans la galerie Sénac de Meilhan, à Lamarche-sur-Saône ou Saint-Lary-Soulan.
En 2010, Casimir Ferrer présente 25 œuvres monumentales pour la commune de Canet-en-Roussillon, dont un Don Quichotte de 5 m de haut et une mante religieuse de 4 m qui dure jusqu'en 2011,. En août 2010, la ville de Castelsarrasin, déjà propriétaire de la sculpture Le Pélerin installée devant la sous-préfecture, organise une exposition Casimir Ferrer. En 2011, c'est au tour de la commune de Rivedoux-Plage de présenter 18 sculptures de Ferrer dans le cadre d'un projet d'aménagement du littoral,,.
En 2012, Casimir Ferrer réalise une modification de son chemin de croix pour le cinquantenaire de l'église Notre-Dame-du-Breuil d'Albi en accentuant la part de concrétisme,.
En 2014, il revient à Rivedoux-Plage non pas en tant que sculpteur mais pour une exposition de peinture. Il expose aussi à Saint-Amarin en Alsace, à Aigues-Mortes, à Saint-Étienne et à Castelsarrasin. En 2016, il retourne à ArtExpo à New York, présentant trois tableaux sur le thème de Toulouse-Lautrec. D'un point de vue pécuniaire, ce voyage à New York en 2016 a été rentable car toutes les œuvres ont été achetées.
En 2017, Ferrer réalise une sculpture sur le thème de l'eau et l'énergie pour la commune de Golfech, connue pour sa centrale nucléaire, avec un poisson de 5 m de haut et 3,5 m d'envergure, qui s'insère dans une cascade d'eau s'illuminant la nuit,. Une autre sculpture est inaugurée en septembre 2017 à Tanus dans le Tarn sur l'aire d'observation du Viaduc du Viaur évoquant les arches du viaduc et celui jumelé de Pingbian en Chine,. En octobre 2018, il expose ses œuvres à Stavanger en Norvège sur invitation de l'institut français. En 2019, il se rend à Neckarsulm en Allemagne, ville jumelée à Carmaux depuis 1958, et une exposition dans le cadre de cet anniversaire, ses œuvres sont principalement situées dans la caserne de pompiers en honneur de son métier passé.
En mai 2022, l'artiste expose durant un mois à Saint-Flour et avoue avoir réalisé près de 2 300 peintures et quelque 600 sculptures. En septembre 2022, Casimir Ferrer achève une œuvre monumentale de 5 mètres de largeur sur 3 mètres de hauteur et 2,50 mètres d’épaisseur sur le thème de la guerre, intitulée Les visions du siècle, pour le moment stockée sur son lieu de création à Villefranche-d’Albigeois.

## Analyse de l'œuvre et philanthropie

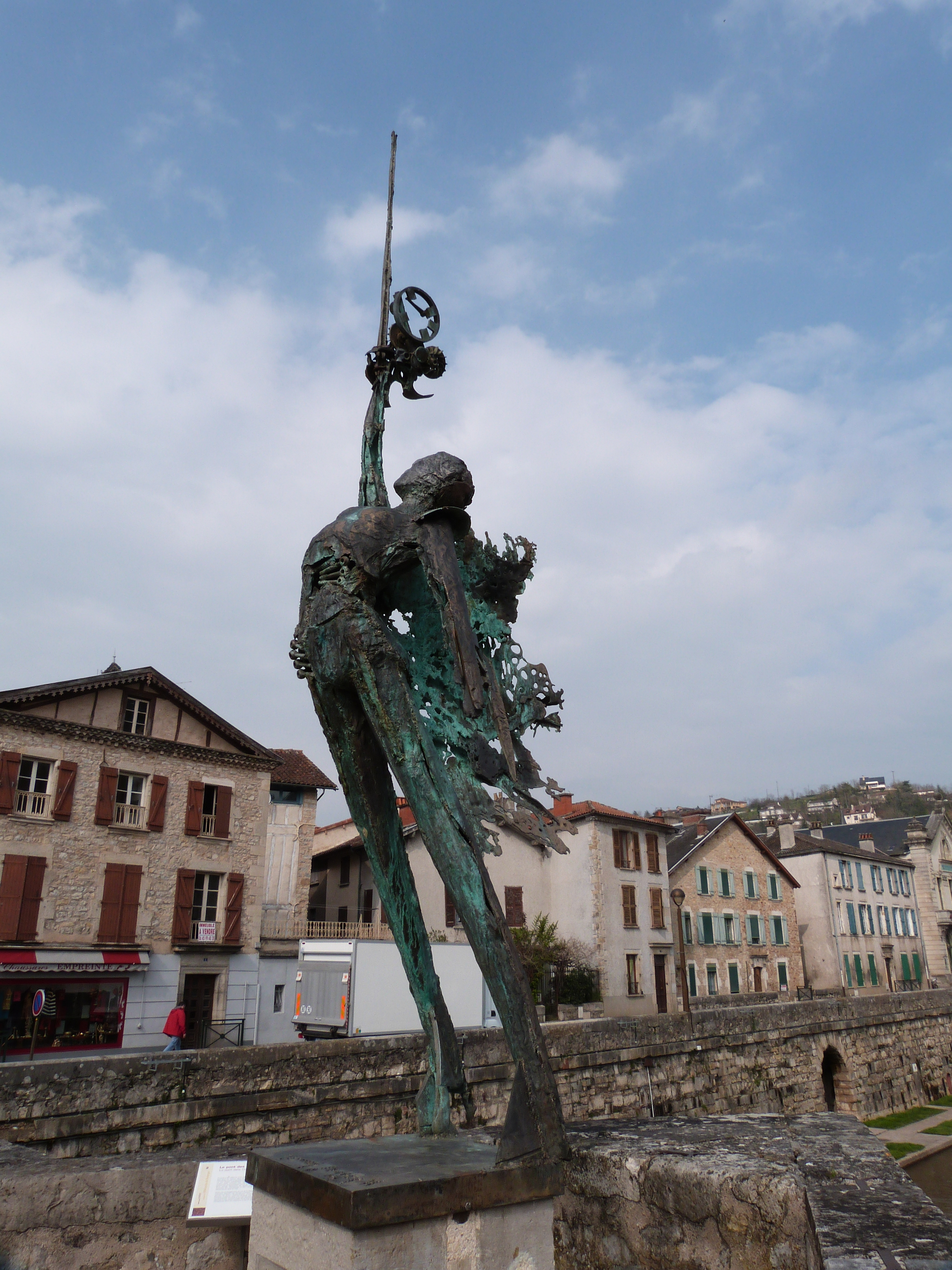
Pont des Consuls à Villefranche-de-Rouergue.

Casimir Ferrer est un expérimentateur de couleurs en mouvements ascendants. Empreintes d'une grande énergie, les peintures figuratives flirtent avec l'abstrait. Les sculptures sont de même inspiration du mouvement vertical.
Jean Roques décrit le style de Casimir Ferrer comme un « ton unique, ... une unité de ton, gage de sincérité, une lumière de bleus et de blancs, un graphisme, réduit parfois à une simple sténographie d'une réalité sans volume au service de la transparence ». « Le tracé est réduit à une simple rature, à un fil de couleur sans épaisseur ». Casimir Ferrer « travaille la matière ... pour inventer un espace pictural plus clair, plus lumineux ». Roques conclut son analyse en expliquant que « le monde de Ferrer est heureux dans la mesure où il est le monde réel, plus limpide, plus léger, sans sa rudesse acide ; mais il est précaire parce qu'à la merci d'un simple reflet changeant ».
Max Assié décrit Casimir Ferre comme un « touche-à-tout de génie qui durant sa carrière a transformé en réussite toutes ses tentatives artistiques. Il s'est essayé à toutes les techniques de la création, passant de dessin à la peinture à l'huile, du pastel à l'acrylique, de l'aquarelle à la sculpture, du concrétisme à la joaillerie ». Selon Assié, l'artiste est motivé « par un perpétuel besoin d'aller de l'avant, d'appréhender de nouveaux horizons et de nouvelles techniques ». Assié explique que Ferrer a ainsi accepté en janvier 2020 une invitation pour un colloque à Lyon sur l'histoire et l'avenir de l'espère humaine, au cours duquel il réalise une peinture acrylique et une sculpture virtuelle vendues aux enchères au profit d'œuvre caritative. Selon Assié, « la matière n'a plus aucun secret pour lui, il l'a connaît, la maîtrise, la dompte et l'utilise ». Assié décrit le style de Ferrer comme l'art du mouvement et de la lumière.
À l'occasion d'une exposition à l'Olympia Montréal, Chantal Cyr écrit en 2007 dans le mensuel Fugues que « l'artiste n'hésite pas à donner du relief à sa peinture en sculptant sa préparation ou en allant jusqu'à faire surgir la sculpture de sa toile, créant des suspensions inattendues où la couleur accouche de la matière ». « La figuration, qui frôle parfois l'abstraction, jaillit de composition subtiles, toutes vibrantes de mouvement, qui s'affranchissent des formats ». « Cette vitalité créative, énergique et enthousiaste, se révèle tout autant sur les toiles que dans les sculptures ». À l'occasion de cette étape montréalaise, Frédérique Doyon décrit le concrétisme comme « une technique qui fait littéralement sortir un élément sculptural d’une peinture ».
L'artiste explique qu'il se veut philanthrope et que lorsqu'il est invité à un événement comme au Mans en 2007, il réalise des œuvres gratuitement car il privilégie l'échange.

### Implantation locale
Tarnais de naissance, Casimir Ferrer possède deux ateliers. Le premier pour la peinture est situé au fond du jardin de sa demeure albigeoise au-dessus d'un garage entrepôt. Max Assié évoque un capharnaüm de 7 × 7 m.
Le second atelier dédié à la sculpture est installé à Saint-Juéry près d'Albi au sein de l'ancienne usine du Saut du Tarn. Il occupait initialement une partie de l'atelier de fabrication des limes. Désormais, il occupe un espace à l'opposé du site de 350 m2, l'ancien service général d'essais, un laboratoire chimique et mécanique. Cet espace est découpé en trois ateliers dont un extérieur de 250 m2. Il anime des ateliers de peintures pour les amateurs.
Il a travaillé pour de nombreuses commandes publiques dans le Tarn, l’Aveyron, l’île de Ré, Canet en Roussillon, ... De nombreuses villes du Tarn et de l'Aveyron possèdent une de ses œuvres, placée sur un rond-point, un square, un quai ou un pont,.
Il a offert un Portrait du Docteur Pierre Almaric, président fondateur de l'association pour la sauvegarde du vieil Alby à la Maison du Vieil Alby, à Albi.

### L'engagement caritatif et le site du Carla

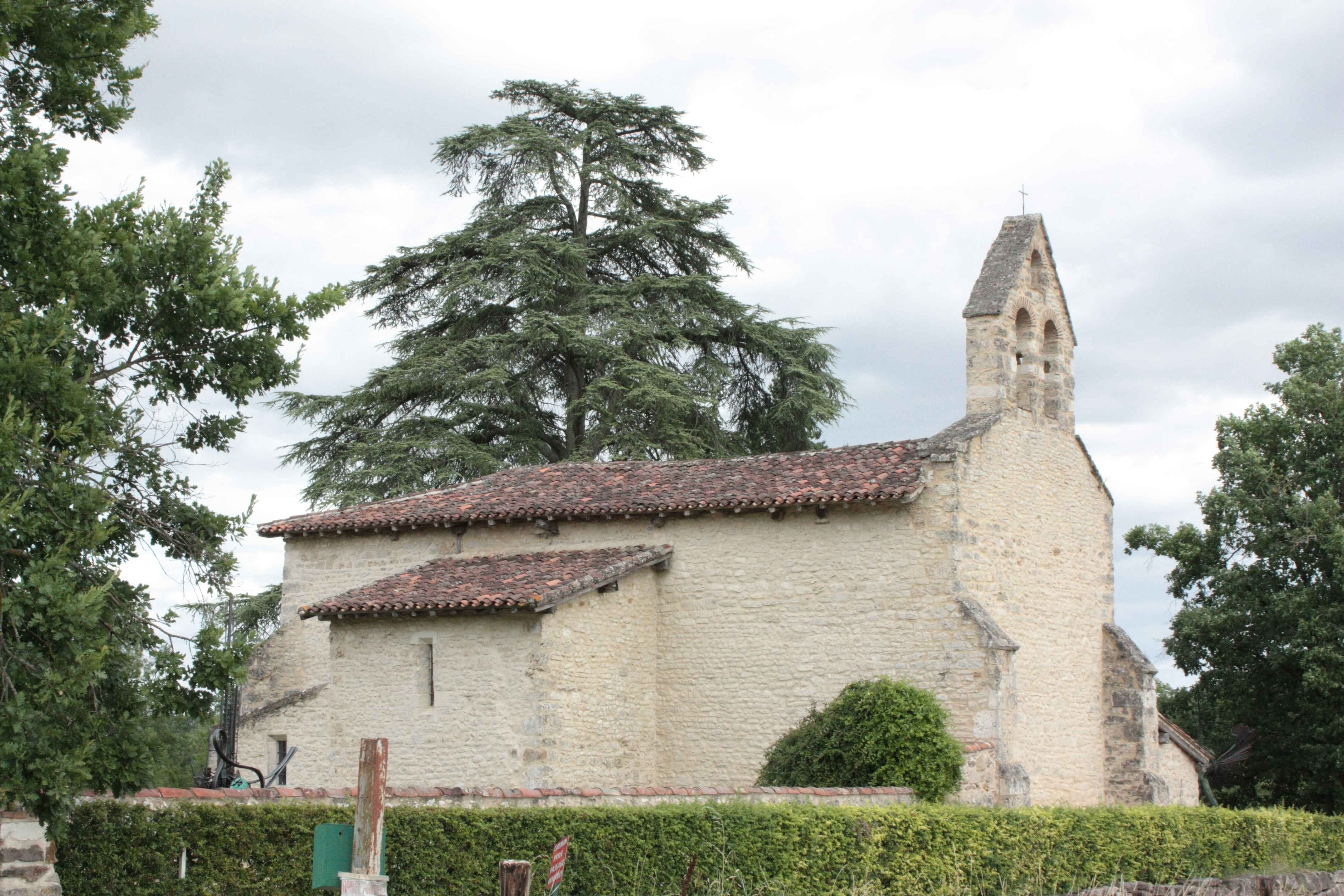
Extérieur de l'église Sainte-Cécile du Carla.

Durant l'été 2002, durant une balade digestive dominicale avec un couple d'amis, les Hermet, Casimir Ferrer et sa femme découvre une église abandonnée près de Labastide-de-Lévis dans le Tarn, l'Église Sainte-Cécile du Carla. Rolland Hermet, entrepreneur dans le béton, taquine Casimir et lui propose sur le ton de la plaisanterie de repeindre l'édifice. L'artiste étant toujours à la recherche de nouveau projet commence alors à s'imaginer faire quelque chose pour ce bâtiment.
En 2003, Casimir Ferrer et son association Mille Étoiles pour l'Enfance entreprennent de rénover l'église Sainte-Cécile du Carla. L'association a été déclarée en préfecture le 13 novembre 2003 à Albi. C'est un édifice religieux du XVe siècle à l'abandon proche d'Albi sur la commune de Castelnau-de-Lévis. La maçonnerie de l'église est rénovée entre 2005 et 2007 puis la menuiserie et l'électricité. Ce n'est qu'en 2009, que l'artiste débute les nouvelles peintures par la voute et s'achèvent fin 2010. Depuis l'artiste fait vivre les lieux au travers de nombreux événements et réalisation comme la navette fluviale depuis Albi avec un embarcadère, un arboretum ou un spectacle en août 2015.
En août 2018, Casimir Ferrer réalise une sculpture de Saint Michel de 3,15 m, personnage que l'artiste associe à la protection de l'enfance.
En 2022, sont inaugurés par le préfet du Tarn, les Jardins Insolites du Carla qui comprennent un verger de variétés anciennes, un jardin japonais, un jardin aromatique, un jardin des 5 sens, un champ de pastel, une vigne.Tous ces jardins thématiques ont une vocation pédagogique à l'intention des jeunes générations pour les sensibiliser à la défense de la biodiversité. Le caractère insolite est apporté par de nombreuses sculptures de l'artiste, évoquant un bestaire fantastique qui accompagne le visiteur tout au long de son parcours. Des conventions sont passées avec plusieurs établissements pour l'accueil de  scolaires, des personnes agées ou en situation de handicap.
Depuis la création de l'association "1000 Etoiles pour l'Enfance", le site du Carla accueille de nombreuses manifestations culturelles et pédagogiques telles que des spectacles, des concerts, des expositions et des évènements (Journée du Patrimoine, fête de la nature, etc). Toutes ces manifestations ont pour finalité de financer des actions au profit des enfants malades en Albigeois, dans le Tarn ou en Occitanie.